# Jenny Turrall
Jennifer „Jenny“ Lynnette Turrall, nach Heirat Jennifer Lynnette Wetton,  (* 9. Mai 1960 im Bundesstaat Queensland) ist eine ehemalige australische Schwimmerin. Sie erhielt bei Schwimmweltmeisterschaften eine Gold- und eine Silbermedaille. Bei Commonwealth Games gewann sie eine Goldmedaille und drei Silbermedaillen.

## Karriere
Jenny Turrall stellte im Dezember 1973 in 16:49,9 Minuten ihren ersten Weltrekord über 1500 Meter Freistil auf. Bis Ende August 1974 verbesserte sie den Weltrekord auf dieser damals nichtolympischen Strecke noch viermal bis auf 16:33,94 Minuten. Den Weltrekord über 800 Meter Freistil verbesserte sie einmal 1974 und noch einmal 1975.
Bei den British Commonwealth Games 1974 in Christchurch trat Turrall in fünf Disziplinen an und gewann vier Medaillen, nur auf der 100-Meter-Freistilstrecke erreichte sie nicht das Finale. Über 200 Meter Freistil erschwammen mit Sonya Gray und Jenny Turrall zwei Australierinnen Gold und Silber, wobei Gray im Ziel über zweieinhalb Sekunden Vorsprung aufwies. Über 400 Meter Freistil siegte Turrall mit 0,85 Sekunden Vorsprung vor der Kanadierin Wendy Quirk. Ein sehr knappes Rennen waren die 800 Meter Freistil. Es siegte die Neuseeländerin Jaynie Parkhouse mit 0,04 Sekunden Vorsprung vor Jenny Turrall, 0,06 Sekunden hinter Turrall schlug die Australierin Rosemary Milgate an. Die vierte Medaille erschwamm Turrall zusammen mit Debra Cain, Sonya Gray und Suzy Anderson in der 4-mal-100-Meter-Freistilstaffel. Die Australierinnen hatten als Zweite im Ziel fünf Sekunden Rückstand auf die Kanadierinnen.
1975 bei den Weltmeisterschaften in Cali belegte Turrall den siebten Platz über 200 Meter Freistil.  Über 400 Meter Freistil gewann Shirley Babashoff aus den Vereinigten Staaten vor Jenny Turrall, die 0,15 Sekunden vor der zweiten US-Schwimmerin Kathy Heddy anschlug. Über 800 Meter Freistil siegte Turrall mit über vier Sekunden vor Heather Greenwood aus den Vereinigten Staaten. Im Jahr darauf schwamm Jenny Turrall bei den Olympischen Spielen in Montreal nur die beiden langen Freistilstrecken. Als 14. verpasste sie das Finale über 400 Meter Freistil. Über 800 Meter Freistil erreichte sie das Finale und belegte im Endlauf den achten Platz.
Jenny Turrall gewann in den drei Jahren ihrer Karriere acht australische Meistertitel. Nach den Olympischen Spielen beendete sie ihre Karriere aufgrund von Schulterproblemen.